# هرمان جوزيف كلاين
هرمان جوزيف كلاين (بالألمانية: Hermann Joseph Klein)‏ هو عالم فلك ألماني، ولد في 14 سبتمبر 1844 في كولونيا في ألمانيا، وتوفي بنفس المكان في 1 يوليو 1914.